# Sibirischer Holzapfel

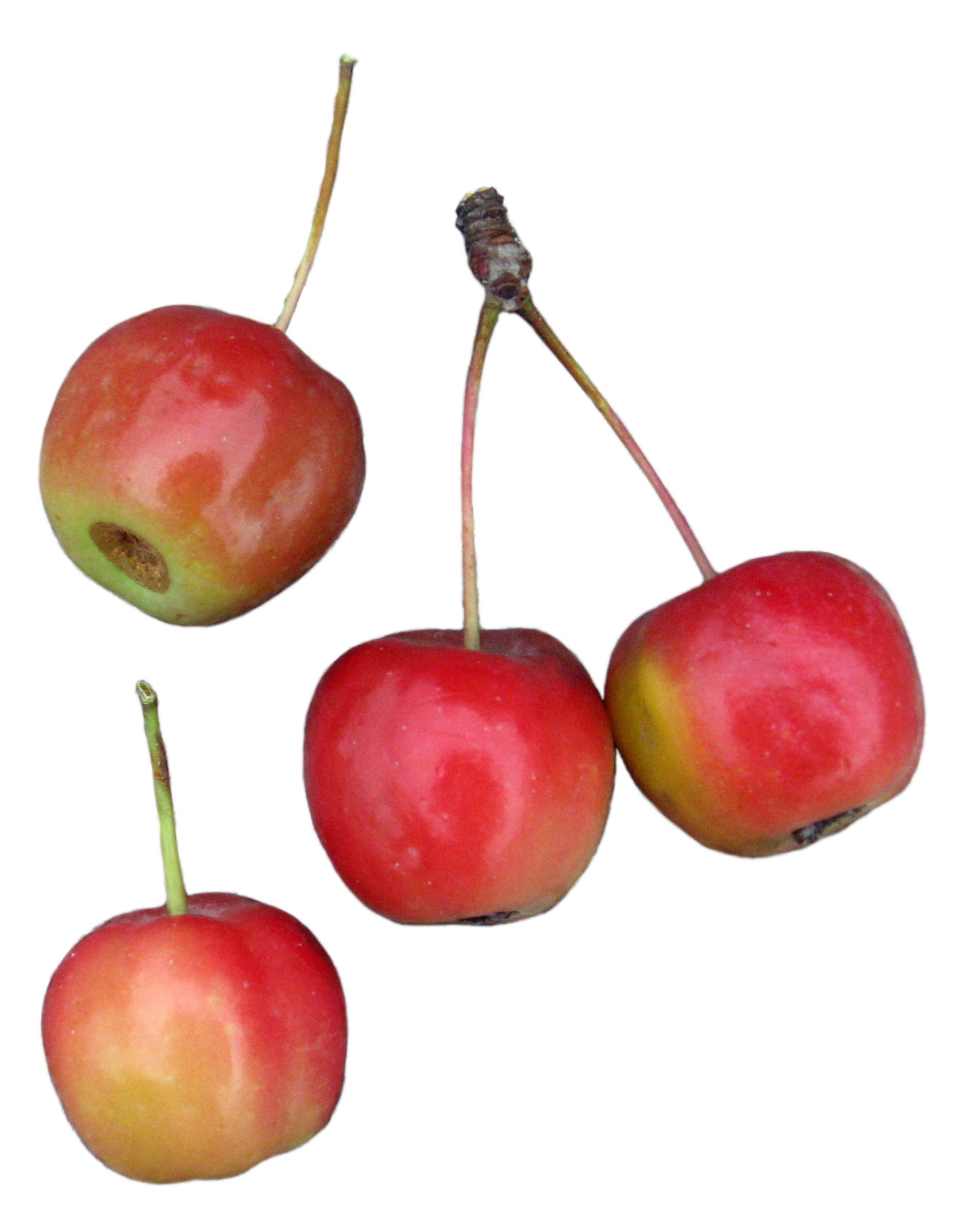
Früchte

Malus ×robusta (Carrière) Rehder oder Sibirischer Holzapfel ist eine natürliche Wildapfel-Arthybride zwischen den Apfelwildarten Malus baccata (L.) Borkh. und Malus prunifolia (Willd.) Borkh. aus Sibirien und Zentralasien.
Malus ×robusta 5 ist eine wichtige genetische Ressource für die Züchtung neuer Apfelsorten, z. B. als Quelle für das Feuerbrandresistenzgen. Die Abstammung wurde in der Gegend von Peking gefunden und in Kultur genommen. In der Großgemeinde Xiaonanxinbu befindet sich seit der Ming-Dynastie das größte Anbaugebiet Chinas. 1927 wurde sie in die USA eingeführt. In Nordamerika ist sie gelegentlich verwildert.

## Beschreibung

### Erscheinungsbild und Blatt
Malus ×robusta ist ein sommergrüner, kleiner, bis mittelgroßer Baum mit aufrechter bis breitwüchsiger Baumkrone. Die Zweige können an ihren Enden überhängen. Die moderat bis stark glänzende Rinde der Zweige ist oberseits moderat bis nicht behaart (Indument). Die Größe der elliptischen Lentizellen kann variieren. Die Knospen enden spitz oder abgerundet.
Die wechselständig angeordneten Laubblätter sind in Blattstiel und Blattspreite gegliedert. Die einfache Blattspreite ist bei einer Länge von 8 bis 11 Zentimetern elliptisch mit spitzem oberen Ende. Der Blattrand ist gesägt. Die Blattunterseite ist schwach behaart bis kahl.

### Blütenstand und Blüte
Die Blütezeit reicht von Mitte April bis Anfang Mai. Der doldentraubige Blütenstand enthält drei bis acht Blüten, er kann sowohl an Kurz- wie auch an Langtrieben sitzen. Der Blütenstiel ist behaart. Die zwittrigen Blüten sind bei einem Durchmesser von 3 bis 5 Zentimetern radiärsymmetrisch und fünfzählig mit doppelter Blütenhülle. Die fünf freien, weißen bis rosafarbenen Kronblätter können sich berühren und sind gekerbt. Es sind vier bis fünf freie Griffel vorhanden.

### Frucht
Die relativ lang gestielten Früchte von Malus ×robusta haben eine Länge von 2 bis 3,5 Zentimetern und sind bei Reife rot bis gelb, teilweise auch bläulich gefärbt. Sie werden in China meist als Kompott verzehrt, aber auch als Ersatz für Weißdorn-Früchte auf den kandierten Tanghulu-Spießen.